# Classe Type 021
La classe Type 021 , est une classe de bateau lance-missiles  construite en Chine pour la marine populaire de Corée et partant le nom de classe Huangfeng.

## Historique
La Chine a reçu, pour la première fois, une seule unité de classe Osa soviétique en janvier 1965, et quatre autres de 1966 à 1967 et les deux derniers en 1968. Le Hudong-Zhonghua Shipbuilding a construit la version chinoise en tant que bateau lance missiles de Type 021 à une cadence de dix unités par an, avec plusieurs versions différentes. Plusieurs dizaines restent actifs et ces unités actives sont réarmées du missile antinavire supersonique C-101 . Ces bateaux sont utilisés efficacement dans les attaques de missiles en essaim.

### Classe Huangfeng
Le bateau lance-missiles de classe Huangfengest la copie chinoise directe du bateau lance-missiles soviétique de classe Osa. Environ 130 ont été construits, y compris des unités exportées. Cette classe se compose de plusieurs versions avec différents armements. La plupart sont armés de canons jumeaux de 25 mm (Type 61 25mm AAA guns (en)), tandis que certains sont armés d'un seul support de canon de 30 mm AK-230. La majorité n'a pas de radars de contrôle de tir, mais certains ont un radôme à l'arrière (entre les deux lanceurs de missiles).
Le moteur chinois est une amélioration de la classe Huangfeng par rapport au moteur diesel soviétique d'origine, le Zvezda M503. L'autonomie du bateau est plus que doublée sans augmentation proportionnelle significative de la consommation de carburant. Cependant, en raison de la taille limitée du bateau, l'endurance réelle n'est pas considérablement augmentée car il n'y a pas assez d'espace supplémentaire pour stocker les provisions supplémentaires nécessaires pour une endurance plus longue. D'autres améliorations par rapport à la classe soviétique originale Osa-I comprenaient un système d'extinction d'incendie et un système de survie très améliorés.

## Galerie

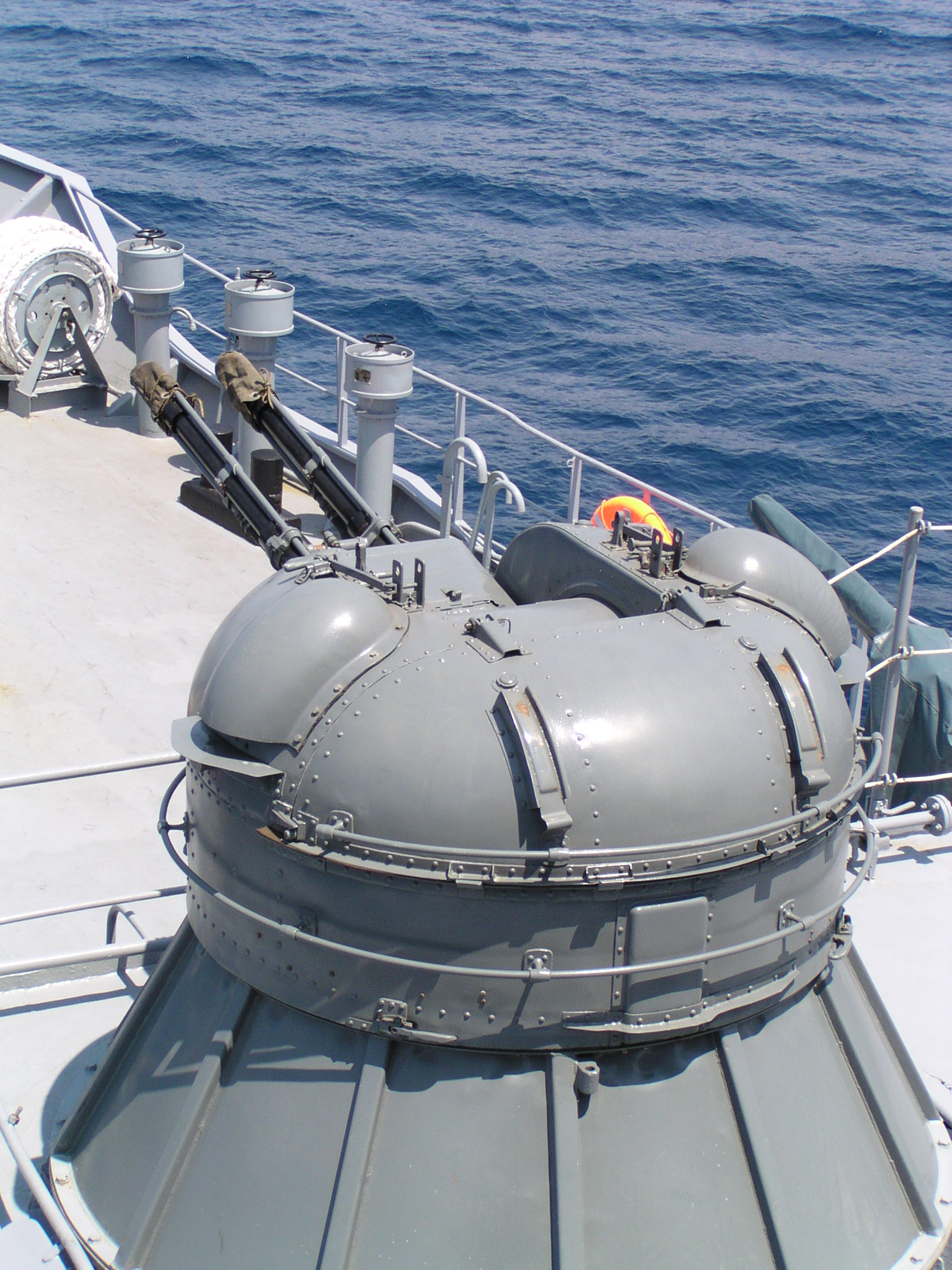
canon AK-30
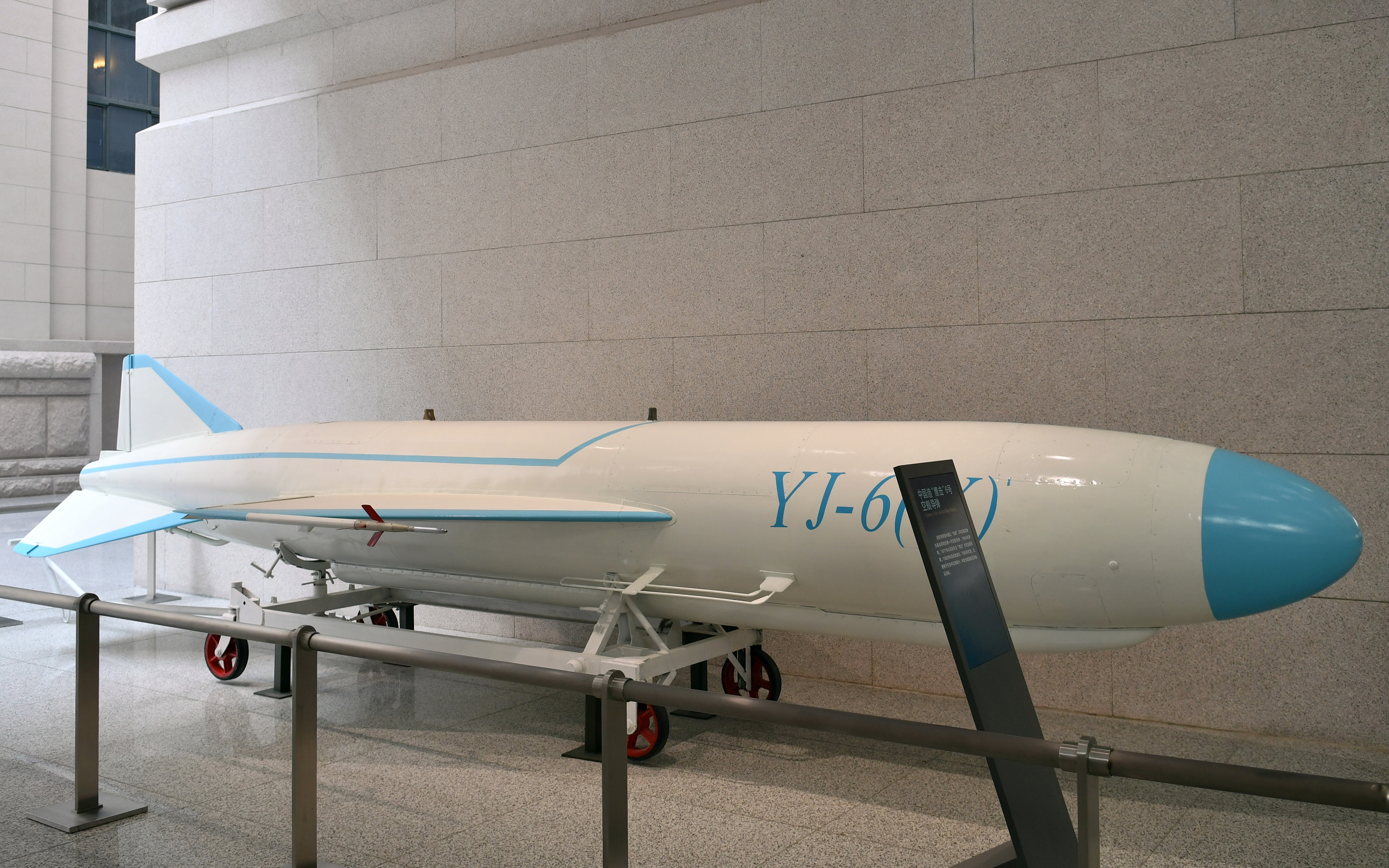
missile Silkworm